# Yueyang, Shanghai
Yueyang är ett stadsdelsdistrikt i Kina. Det ligger i Songjiang i storstadsområdet Shanghai, i den östra delen av landet, omkring 33 kilometer sydväst om den centrala stadskärnan. Antalet invånare är 112 671. Befolkningen består av 57 460 kvinnor och 55 211 män. Barn under 15 år utgör 10,0 %, vuxna 15-64 år 78 %, och äldre över 65 år 10,0 %.